# شهرستان ماریون (اوهایو)
شهرستان ماریون، اوهایو (به انگلیسی: Marion County, Ohio) یک سکونتگاه مسکونی در ایالات متحده آمریکا است که در اوهایو واقع شده‌است.